# Commandos: Behind Enemy Lines
Commandos: Behind Enemy Lines es un videojuego de táctica en tiempo real, el primero de la serie Commandos, creado por la empresa española Pyro Studios y publicada por Eidos Interactive, ambientando la Segunda Guerra Mundial en Europa y África. El juego consiste de 20 niveles con dificultad en aumento, en el que el jugador debe controlar un número acorde al nivel, de comandos para completar varios objetivos. Además, cada nivel tiene una contraseña única para que el jugador pueda jugar el nivel cuantas veces quiera. Posee una expansión independiente titulada Commandos: Beyond The Call Of Duty y dos secuelas: Commandos 2: Men of Courage y Commandos 3: Destination Berlin.

## Argumento
A finales de 1940, Europa occidental se encuentra dominada por el ejército alemán, que está momentáneamente detenido por el Canal de la Mancha, mientras reúne sus tropas y prepara una inminente invasión de Inglaterra. A pesar de todo, un hombre del mando británico no está dispuesto a que las maniobras militares de su país sean únicamente defensivas: el teniente coronel Dudley Clarke. Su estrategia se basa en crear una unidad especial de comandos especialistas en distintas armas y equipamientos, quienes deben cumplir peligrosas misiones de ofensiva e infiltración y así cambiar el curso de la guerra.

## Personajes del juego
Están basados en comandos especiales reales que actuaron durante la Segunda Guerra Mundial por parte de los aliados.

### Jack "Butcher" O'Hara (Boina Verde)
- Fecha de nacimiento: 10 de octubre de 1909
- Lugar de nacimiento: Dublín, Irlanda
- Altura: 2,10 m

Este peso pesado de origen irlandés, campeón consecutivo de boxeo en el Ejército desde 1934 a 1937, fue condenado en 1938 por un tribunal militar a 14 años de trabajos forzados tras golpear duramente a un oficial. Su sentencia fue conmutada cuando se unió al cuerpo de Comandos. Fue promovido a sargento tras la incursión en la isla de Vaagso, donde, después de haber recibido un disparo en un brazo, aislado de su unidad y sin munición, penetró en un búnker y eliminó 16 soldados enemigos antes de regresar a las líneas aliadas.
De carácter extremadamente violento, se trata de un hombre con serios problemas de disciplina. Un hueso duro de roer para sus superiores... y una auténtica pesadilla para el enemigo.
Armas y objetos:
- Cuchillo
- Señuelo
- Pistola

Capacidades:
- Esconderse bajo nieve y arena.
- Cargar barriles de combustible o cadáveres (de soldados nazis o aliados).
- Esconder los cadáveres bajo los barriles (cada barril sólo puede esconder un cuerpo).
- Escalar algunos muros o pendientes.
- Es el más rápido en todo el equipo en correr junto con el ´´conductor``

Desventajas:
- Su habilidad de combate es principalmente a corta distancia, por lo que requiere mucha agilidad y concentración para no ser descubierto.

### Sir Francis "Duke" T. Woolridge (Francotirador)
- Lugar de nacimiento: Sheffield, Inglaterra
- Altura: 1,80 m

Nacido en Sheffield, en el seno de una de las mejores familias de la aristocracia local, este hombre lacónico, distinguido y de pulso firme recibió una Medalla Militar durante la invasión de Narvik, donde eliminó al Comandante de la guarnición alemana de un solo disparo, a una distancia de más de una milla, mientras éste inspeccionaba las posiciones de sus tropas.
Conocido por sus compañeros como "Duke" por su carácter altivo y reservado, Woolridge es un tirador excepcionalmente eficaz incluso en situaciones de gran tensión.
Armas y objetos:
- Pistola
- Fusil de precisión
- Botiquín (usualmente)

Capacidades:
- Puede disparar a grandes distancias con su fusil, provocando una muerte segura y silenciosa.
- A falta del Conductor y del Espía, es capaz de usar el botiquín para curar al equipo.

Desventajas:
- Su munición limitada restringe mucho su actuar una vez que se le han acabado las balas del fusil.
- Es más débil que sus compañeros

### James "Fins" Blackwood (Marine)
- Fecha de nacimiento: 3 de agosto de 1911
- Lugar de nacimiento: Melbourne, Australia
- Altura: 1,81 m

Nacido en Melbourne y educado en Oxford, este australiano de porte educado, ingeniero naval, gran remero y nadador incansable, tiene tres habilidades únicas: navegar, bucear... y meterse en líos por la ingestión de ciertos líquidos que no tienen nada que ver con el agua. El hombre, que fue capaz de cruzar el Canal de la Mancha a nado por una apuesta, fue ascendido a capitán sólo un año después de ingresar en la Marina y se ganó una degradación a sargento cuando dos años después protagonizó una reyerta en un club privado durante una escala en Hawaii. Posteriores problemas de conducta le condujeron a someterse a una elección difícil: ser expulsado de las Fuerzas Armadas o alistarse en el cuerpo de Comandos como soldado raso.
Dejando a un lado sus problemas con el alcohol, aparentemente controlados por el momento, le fue concedida una Cruz Militar por su comportamiento heroico al rescatar con su lancha a 45 hombres que estaban a punto de ser capturados en las playas de Dunkerke. "Fins" es un elemento inestimable cuando se trata de realizar operaciones acuáticas: sus compañeros afirman que podría cruzar el Atlántico en una caja de zapatos... a condición de que no le falte el "combustible" necesario. 
Armas y objetos:
- Bote inflable
- Cuchillo
- Pistola
- Arpón

Capacidades:
- Puede bucear y mientras lo hace es imperceptible al enemigo, a menos que haya sido visto sumergiéndose.
- Maneja cualquier especie de bote.

Desventajas:
- Es el comando más lento, más cuando carga el bote inflable.

### Samuel Brooklyn (Conductor)
- Fecha de nacimiento: 4 de abril de 1910
- Lugar de nacimiento: Brooklyn, Estados Unidos
- Altura: 1,83 m

Dice llamarse Sam, y poco se sabe de sus orígenes. En 1937, tras una larga carrera criminal en los Estados Unidos, cruza el Atlántico e ingresa en el Ejército Británico. Sobre él pesaba una sentencia de prisión y la persecución de las autoridades estadounidenses. Durante unas sesiones de "colaboración custodiada" con el Foreign Office, en las que ayudó a probar e investigar armas y vehículos robados al enemigo, tuvo ocasión de conocer a Paddy Maine, quien le reclutó para los Comandos.
En el curso del asalto al aeródromo de Tamet junto con el Long Range Desert Group, y tras destruir ocho cazas alemanes desde la ametralladora de su vehículo ligero, se quedó sin munición. Su solución personal fue estrellar el vehículo contra el resto de las aeronaves repletas de combustible, con lo que eliminó cuatro cazas más y sufrió serias quemaduras.
Este hombre rudo, alegre pero a veces huraño, es capaz de utilizar cualquier arma o vehículo con virtuosismo. Su trato personal acusa los efectos de una educación en la calle. Probablemente nunca sepamos su verdadero nombre, pero... a quién le importa. 
Armas y objetos:
- Subfusil
- Botiquín
- Pistola

Capacidades:
- Puede conducir cualquier especie de vehículo terrestre, ya sea un camión, un auto, una moto, entre otros; o un vehículo armado como un tanque (presionando la tecla Control, puede apuntar a un objetivo y disparar con el botón primario del ratón). Una vez que consigue un vehículo blindado, es mucho más fácil limpiar un mapa de enemigos.
- También puede manejar los nidos de ametralladoras o los morteros.
- Es el comando más rápido de todo el equipo.

Desventajas:
- Por sí solo, no tiene ningún método para matar silenciosamente.

### Thomas "Fireman" Hancock (Zapador)
- Fecha de nacimiento: 14 de enero de 1911
- Lugar de nacimiento: Liverpool, Inglaterra
- Altura: 1,75 m

Licenciado en Ciencias Químicas, nacido en Liverpool, ingresó en el cuerpo de Bomberos a los 22 años, y se especializó en el departamento de Explosivos de Alto Riesgo, alistándose en el Ejército seis años más tarde e ingresando voluntario en el Cuerpo de Comandos en 1940.
Durante el asalto a Saint Nazaire, fue el responsable de las explosiones que causaron gran número de bajas en la guarnición alemana e inutilizaron las instalaciones del puerto durante meses. Capturado por los alemanes en esta operación, y tras cuatro intentos de fuga en sólo ocho semanas, consiguió escapar, cruzar los Pirineos y volver a Inglaterra.
Siempre correcto, protocolario y muy respetuoso de sus superiores, el valor de este soldado roza la temeridad. Sus conocimientos en la elaboración y colocación de cargas explosivas le posibilitan para hacer saltar por los aires cualquier cosa... El apodo de "Fireman" le fue otorgado por sus compañeros con un evidente doble sentido. 
Armas y objetos:
- Bomba granada
- Cepo (o trampa terrestre)
- Pistola
- Bomba de relojería
- Bomba a distancia
- Corta-alambres

Capacidades:
- Cuando maneja una bomba de tiempo, debe huir rápidamente para escapar del impacto.
- Cuando usa una bomba a distancia, se puede esconder de las fuerzas alemanas y detonarla cuando quiera.
- Si usa una granada, debe lanzarla al objetivo, evitando estar cerca de él.
- En la misión #3, posee un corta-alambres que le permite crear una ruta alternativa a la entrada principal de un recinto.

Desventajas:
- Inevitablemente, sus explosivos hacen demasiado ruido y llamarán la atención de muchos soldados enemigos. De igual manera, lo más probable es que este ruido active la alarma, por lo que si esto no se desea, lo mejor es guardarlos para concluir una misión.

### René "Frenchy" Duchamp (Espía)
- Fecha de nacimiento: 20 de noviembre de 1911
- Lugar de nacimiento: Lyon, Francia
- Altura: 1,79 m

Nacido en Lyon, incorporado al Servicio Secreto francés a la edad de veinticinco años, fue jefe de Seguridad de la Embajada francesa en Berlín, donde adquirió valiosos conocimientos acerca de los miembros del Estado Mayor de Hitler. Al comienzo de la guerra, desalojada la Embajada, ingresará en el Ejército francés, pasando a ser uno de los líderes y cofundadores locales de la Resistencia. Valioso colaborador ocasional del cuerpo de Comandos, ha tenido un papel destacado en numerosas operaciones de asalto encubierto. Al menos tres trenes, catorce carros de combate y más de treinta vehículos de tierra han pasado a mejor vida gracias a sus habilidades de información, infiltración y sabotaje. Sus conocimientos de las tácticas y personalidad de los jefes militares alemanes son de gran utilidad para el Servicio Secreto británico.
Duchamp habla francés, alemán, inglés, italiano y ruso con fluidez. Su capacidad para imitar la voz y expresiones de un buen número de generales enemigos es asombrosa. Un auténtico camaleón francés con un auténtico talento para la simulación. 
Armas y objetos:
- Inyección letal
- Botiquín (usualmente)
- Pistola
- Uniforme de general nazi

Capacidades:
- Puede cargar los cadáveres de soldados.
- Su inyección letal mata al instante a los enemigos.
- Generalmente, puede llevar puesto su traje de general para llegar a sus objetivos pasando inadvertido. Puede saludar a los soldados, y si llegara a estar solo con un soldado, puede saludarlo, seguirlo por detrás, y aplicarle una inyección letal. Si es descubierto en una actitud sospechosa, pierde su disfraz.
- Los botiquines medicinales generalmente poseen una cantidad de 3 o 6 inyecciones. En cambio, la inyección letal es ilimitada.

Desventajas:
- Muchas veces, debe robar el traje de general alemán, sin poder hacer uso de su capacidad de espía antes que eso.

### Personajes especiales

#### Coronel Montague Smith
De él sólo se conoce su voz. Es el encargado de dar las instrucciones de cada misión. Se dirige al jugador como "oficial" en la mayor parte del juego y como "hijo" en la misión final, es cordial y suele desear buena suerte antes de cada misión. En la misión nº15 ("El fin del carnicero"), yerra diciendo que "el mejor momento para encargarse del general es durante su paseo matutino", ya que el general nunca da dicho paseo y está permanentemente en el jardín del Cuartel General.

#### Gregor McRae
Aparece en la misión nº10 ("Operación Ícaro"). De él se sabe que es capitán de la Royal Air Force y que fue tomado prisionero durante un vuelo de reconocimiento en El Aghelia. Debido a su condición de fugitivo, no se conoce habilidad suya con un arma y sólo se sabe de él que pilota el avión de huida para el grupo de comandos una vez que ha sido liberado, pero si lo subes al avión de huida no hace nada.

#### Claude Gilbert
Aparece en las misiones nº12 ("Adiós, Túnez") y nº17 ("Antes del amanecer") como prisionero (en esta última, junto con 4 colaboradores). De él se sabe que es jefe de la Resistencia francesa y ha sido hecho prisionero y condenado a muerte por los alemanes en Riveauvillè.

## Misiones

### Misiones 1 a 7 -Noruega
El 4 de junio de 1940, las tropas aliadas evacúan Dunkerque durante la Operación Dinamo. Al mismo tiempo, destruían las instalaciones portuarias de Narvik, como último ataque antes de desocupar completamente Noruega y dejarla ante el dominio nazi. El 7 de junio, el rey noruego Haakon VII y su gobierno se exilian en Londres. Fue el inicio de un período oscuro para Noruega, en donde las tropas aliadas no aparecieron hasta finales de la Segunda Guerra Mundial, a excepción de los comandos, quienes ocupan los territorios noruegos para poner en práctica las nuevas tácticas de su unidad recién formada. Debido a particularidades como un clima en extremo frío, territorios nevados, largas distancias, comunicaciones difíciles y ciudades aisladas, Noruega fue elegido para este objetivo.
- Bautismo de fuego
- Voladura Silenciosa
- Ingeniería Inversa
- Cuestión de orgullo
- Justicia Ciega
- La amenaza del Leopoldo
- La caza de los Lobos

### Misiones 8 a 12 -Norte de África
En 1941 se llevarían a cabo diversas batallas decisivas para la guerra en el Norte de África. Las tropas británicas habían logrado grandes avances sobre Egipto y el norte de Libia, expulsando a los invasores italianos de Mussolini, en la Operación Compass. Pero la suerte se acabaría cuando desde Alemania enviaron los Afrika Korps, como respaldo para las tropas italianas que estaban siendo derrotadas. Al mando estaba Erwin Rommel, conocido como el zorro del desierto. Las tropas británicas fueron retrocediendo en sus ubicaciones hasta tener que retirarse definitivamente de Libia y Egipto. Más de un año después, en El Alamein, las tropas británicas vuelven a la batalla bajo el mando de Bernard Law Montgomery, quien los guiaría a varias batallas victoriosas con el Eje en Egipto. El rol de los comandos sería esencial para facilitar estas batallas, haciendo pequeñas y constantes incursiones contra puestos de comunicación y abastecimiento del dominio alemán.
- Ejercicio pirotécnico
- Una visita de cortesía
- Operación Ícaro
- Crudo y sin refinar
- Adiós, Túnez

### Misiones 13 a 15 -Francia
Durante el verano de 1944 se llevan a cabo los preparativos para la Operación Overlord, que sería el ataque definitivo de las tropas aliadas sobre el continente europeo bajo el dominio nazi. Los tres millones de hombres que serían usados para esta operación estaban al mando del general estadounidense Dwight David Eisenhower, quien sólo estaba a la espera de unas convenientes condiciones climáticas para llevar a cabo el plan. Todo esto bajo un absoluto secreto.
Mientras tanto, se llevaban a cabo distintas misiones para debilitar las costas francesas dominadas por los alemanes, donde los aliados debían desembarcar. El día exacto del desembarco sería el 6 de junio, que pasaría a la historia como el Día D.
- David y Goliat
- Día D: Saque de honor
- El fin del carnicero

### Misiones 16 a 20 -Bélgica,Francia,Alemania
A finales de 1944, casi toda Francia ha sido liberada y las tropas aliadas preparan el ataque final sobre el ejército alemán. Se requiere un rápido avance para impedir a los nazis atrincherarse en Alemania y allí finalizar sus poderosas armas secretas. Las tropas soviéticas avanzan desde el este y las tropas aliadas se centraban en liberar los Países Bajos, Bélgica, cruzar el Rin y poner final a la guerra acabando con el Tercer Reich.
- Pólvora mojada
- Antes del amanecer
- La fuerza de las circunstancias
- La hora de la represalia
- Operación Valhalla

## Desarrollo
El desarrollo fue realizado por la compañía española Pyro Studios.
La música y efectos de sonido corrieron a cargo de César Astudillo "Gominolas" y David García-Morales.